# Э
Э, э (cursiva Э, э, nombre e) es una letra del alfabeto cirílico. Es la trigésima letra en el alfabeto bielorruso y la trigésima primera en el ruso.

## Uso
Habitualmente representa la vocal no iotizada /e/.
En el cirílico moldavo usado durante la era soviética y aún utilizado en Transnistria, esta letra representa a la vocal media central no redondeada con su equivalente rumano Ă ă: /ə/

## Tabla de códigos
| Codificación de caracteres | Tipo      | Decimal | Hexadecimal | Octal  | Binario             |
| -------------------------- | --------- | ------- | ----------- | ------ | ------------------- |
| Unicode                    | Mayúscula | 1069    | 042D        | 002055 | 0000 0100 0010 1101 |
| Unicode                    | Minúscula | 1101    | 044D        | 002115 | 0000 0100 0100 1101 |
| ISO 8859-5                 | Mayúscula | 205     | CD          | 315    | 1100 1101           |
| ISO 8859-5                 | Minúscula | 237     | ED          | 355    | 1110 1101           |
| KOI 8                      | Mayúscula | 252     | FC          | 374    | 1111 1100           |
| KOI 8                      | Minúscula | 220     | DC          | 334    | 1101 1100           |
| Windows 1251               | Mayúscula | 221     | DD          | 335    | 1101 1101           |
| Windows 1251               | Minúscula | 253     | FD          | 375    | 1111 1101           |
Sus códigos HTML son: &#1069; o &#x42D; para la mayúscula, y &#1101; o &#x44D; para la minúscula.